# 向井藍
向井 藍（むかい あい、1993年10月24日 - ）は、日本のAV女優。東京都出身、エベレスト所属。

## 略歴
2015年に企画単体女優としてAVデビュー。同時期に無修正AV女優として「羽田真里」名義でもデビューしており、2016年以降は出演作が増加している。さらに、2017年4月には、「向井藍」名義でもフェラチオジャパン（Digital J media）に無修正AV女優としてデビューしている。
スカパー!アダルト放送大賞2017の新人女優賞、「少女はキスをガマンできない 向井藍」で作品賞にそれぞれノミネート。
デビュー時はメディア露出NGであったが、2016年より解禁。写真集も発売している。
デビュー当時、スポーツ刈りのように髪の毛を短く切ってしまい、しばらく干される感じになるが、結果的にショートカットでボーイッシュな魅力で人気となる。最初は、セックス自体好きではなく、ビデオ内の反応もあまり良くなかったが、2015年12月にAV男優のしみけんと撮影し、楽しさに目覚めた。その後、しみけんからは「ヨダレの魔術師」の異名を名づけられた。2019年以降、髪を伸ばし人妻役などをこなす。
2021年9月、トリプルHAPPYキャンペーン2021キャンペーンガール就任。
2022年5月よりマドンナ専属となる。デビュー7年目にして初の専属となり、「月一撮影になってどれだけムラムラしてしまうのだろう。私自身にどんな変化が起こるのか純粋に興味があり、セクシー女優として次のステージに上るために、専属女優となることを決意しました」。「デビュー当時に戻った緊張感、頭が真っ白になりそうな解放感と快感がありました」とコメントを寄せている。2022年5月に発表されたアサヒ芸能「2022現役AV女優SEXY総選挙」で第36位。
2025年3月発売作品よりマドンナを離れアタッカーズ専属となる。

## 人物
小学生の頃からショートカットで、運動部時代の名残でもあり、髪を長くしたことがなかった。中学、高校はソフトボールに打ち込み、バレンタインでチョコ50個もらうほど、女子生徒からモテたという。体型は時期によって変化はあるものの、筋肉質であるとともに野球仕込みのプリケツが評価されることが多く、「ピタピタデニムがAV界で一番似合う」とも筆致される。
小学2年生にはオナニーをはじめており、その頃からティーンズラブものを読んでいる。部活に打ち込んでいたので、17〜18歳頃まで男性と付き合ったことがなかった。
幼少時は複雑な家庭で育ち、両親の離婚後小学4年生で父親を亡くし、義母から虐待を受け小学6年生以降は施設で育った。兄と妹がいるがそれぞれ父親が異なり、初めて会ったのは17歳の時だった。
AV女優になった目的は金銭で、演技や性に興味があったわけではなかったが、出演を重ねるうちに現場が楽しくなり、DMM会員になるほど他の作品もよく観るようになった。なお、きっかけは目黒でスカウトされたこと。また2017年頃よりプロレス観戦を開始し、プロレスを通じて間の取り方や、いい意味での裏切り（滾らせ方）を仕事にフィードバックするよう心掛けている。
趣味は、ショッピング、映画鑑賞、買い物、球技、スノーボード。またお笑いとプロレス観戦（特にプロレスリング・ノア）も好きなものとして挙げている。
日本国籍の日韓ハーフ。日常生活では、ほとんどが右利きだが、右投左打。
テクニック面としてはAVライターのくろがね阿礼が「しみけんも絶賛するフェラ＆手コキ。よだれをうまく使い、緩急をつける匠の技」と解説している。

## 作品

### アダルトDVD
- 働くオンナ 3 Vol.19（7月21日、プレステージ）
- 短髪美少女の男装萌えデビュー（11月27日、TMA）※「向井ai」名義
- メガネが似合うショートカット美少女ってエロくない?（12月13日、マルクス兄弟）
- 制服JK指入れオナニー（12月13日、マルクス兄弟）
- ショートカットの似合う接吻少女（12月24日、AKNR）※「藍」名義

- テニス部で評判のベリーショート美少女を、放課後にラブホに連れ込んでみたら、ドMでなんでもヤラセテくれるビッチちゃんだった!（1月13日、オーロラプロジェクト・アネックス）
- この娘、犯してやる…。（1月25日、オーロラプロジェクト・アネックス）
- すらりと伸びた足から覗くスカートとニーハイの間の太もも「絶対領域」を目の前で見てしまった僕は… 2（2月1日、DOC）
- 120%リアルガチ軟派伝説 VOL.33 in岐阜（2月10日、プレステージ）※「ちなつ」名義
- 美少女専門素股交際クラブ（2月12日、宇宙企画）※「あい」名義
- 清純系JKのお泊り愛人試験 「私、カレシを裏切って、他の人と旅行に来ました…きっと明日の朝まで抱かれ、弄ばれ続けます…」（2月13日、オーロラプロジェクト・アネックス）
- この娘、壊してやる。（2月13日、オーロラプロジェクト・アネックス）
- ド素人ライブTV 3 黒髪美少女アナルヒクヒク有料動画（2月19日、クリスタル映像）
- 生チ○ポ観察! ピュアなお嬢さんたちにじっくり見てもらいました（2月19日、DOC）※「みお」名義
- 週6日アルバイト漬けでSEXがご無沙汰の素人娘を素股面接! 何度も寸止めを繰り返し…自ら生ハメを懇願させて中出し解禁させちゃいました!（2月25日、本中）※「愛」名義
- おしゃぶり大好きJKに睡眠薬と女性用バイアグラでイタズラし放題 避妊不要の中出しアルバイト（2月26日、宇宙企画）
- 「お父さん大好き!」 大好きなお父さんに愛の告白!キスを迫られ理性を失ってしまい、つい実の娘と 。。火が点いた娘に「このまま挿れて!」と懇願され思わず中出し…!（3月2日、DOC）
- 溺愛妹NTR 部活だけに打ち込んで男を知らない僕の可愛い妹が、よりによって僕のクラスのヤリチン野郎にスケベなオンナへと開発されてしまいました…（3月7日、JET映像）
- ショートカットの似合う某大手カフェ店員（4月1日、AV）※「あい」名義
- お金の為だと割り切って友達だけどSEXして下さい!! JK編（4月9日、DOC）
- ショートカット美少女JKの絶叫交尾（4月13日、EROTICA）
- ショートカット美少女JK妊娠覚悟のAVバイト!（4月13日、マルクス兄弟）※「向井あい」名義
- 素人女子大生と一泊二日24時間パッコパコ パコ放題スペシャル（4月13日、イッパツオネガイ）
- ショートカットの似合う女子●生が未成年風俗で媚薬と大量ザーメンで理性崩壊のキメセク中毒の中出し哀願奴隷になっちゃいました!（4月22日、UMANAMI）
- 女子校生 人体固定 中出し輪姦（5月1日、MOODYZ）
- 愛くるしい美少女のエッチな日常（5月1日、S-Cute）
- ガールズバーで働く可愛い女の子をセフレにする方法（5月1日、変態紳士倶楽部）※「まどか」名義
- 先輩OLに囲まれて残業中のオフィスで男は僕1人だけの王様ゲーム! 2 やっとの思いで就職!できたけど…会社に男は僕1人だけ!なので当然、居場所も権力もありません…。しかしある日の残業中、女子社員が始めた『王様ゲーム』に僕も強制参加させられたんだけど、『王様の命令は絶対！』ってマジですか!?ゲーム内容がどんどんHになっていくのにホントに誰も拒否しない!?それどころか、普段の欲求不満が爆発した女子社員は僕のチ○ポを求めてきて…!?（5月7日、Hunter）
- 姉姦 過激生投稿 日頃から気になって仕方ない姉の無防備な胸チラとパンチラに童貞弟の理性が崩壊 両親の留守中に撮影された近親相姦映像を完全収録（5月12日、ディープス）※「さとみ」名義
- 女子校生 中出し20連発（5月12日、アイエナジー）
- 強制おもらし学園 ものすごい失禁イジメ（5月13日、MOODYZ）
- 淫語中出しソープ 52（5月13日、AVS Collector's）
- 向井藍 CLIMAX SPECIAL BEST ベリーショート美少女は、ドMのビッチちゃん（5月25日、オーロラプロジェクト・アネックス）※総集編
- ショートカット女子校生 種付けプレスで妊娠確定!!（5月25日、本中）
- そこのリクルートスーツを着たOLさん! 黒パンストに履き替えて童貞くんのSEXの練習相手になってください。ドキドキ素股だけのはずがヌプっと入って優しく中出し筆おろし! 4（5月25日、ナンパJAPAN）
- 「熱いの中に出されると、もう何も考えられないくらい気持ちいい だから店長の子を孕みたいんです…」 妻子がいる20歳以上年上のバイト先の店長と不倫をしたショートカット女子校生の排卵日から7日間の真正中出し全記録 喫茶店のアルバイト あい（5月26日、SODクリエイト）※「あい」名義
- スキ!スキ!デカチン先生（5月27日、宇宙企画）
- 僕だけが知ってる恥ずかしいオマ○コの音（6月1日、MOODYZ）
- 時間を止めて孕ませ女子校生!!（6月1日、ワンズファクトリー）
- 総務課にめっちゃエロ尻の新人OLがいるとの噂が!! 誰も来ない資材倉庫でねっとり尻を撫で回したら集団痴漢されているのに自ら尻をクネらせて…（6月1日、ゲッツ!!）
- 文京区にある女教師が通う整体セラピー治療院 12（6月1日、変態紳士倶楽部）
- 少女もキスをガマンできない（6月3日、ドリームチケット）
- 個室にシロートの男女を2人きりでさせて、AV鑑賞をさせたところ即ハメ中出しヤリまくりw（6月3日、グリグリ）
- ショートカット新人女子アナに巨根スタッフが視聴率UP目的で媚薬注入! 催淫オナニーでイキ崩れ野外乱交SEXした現場を生中継!!（6月7日、山と空）
- 親に隠れてこっそり兄妹近親相姦 親の前ではわざと兄妹ゲンカ!しかし、実は兄妹以上の関係で2人きりになるとすぐに近親相姦セックスを始める! 5（6月7日、ゴールデンタイム）
- 実はボク、親に内緒で押し入れに家出少女住まわせています! チ○ポ挿入とキス以外なら何してもいいよ、とちょっと生意気言っていたけれど遠慮なくバイブで悪戯しまくって何度も何度もイク直前で寸止め!これをさらに何度も何度も繰り返していたら、理性が壊れはじめ挿入まで許してくれる従順な超敏感いい子ちゃんになってくれました!（6月7日、お夜食カンパニー）
- 世間知らずの新入社員をセクハラ研修しちゃいました。 メガネショートカット美女・藍さん（6月10日、TMA）※「藍」名義
- 【※シロート失禁注意】 残業帰りOLがオシッコ我慢してタクシーでお漏らし!!「弁償しなくていいから1発ヤラせてよ」で自宅SEXさせてくれた!!（6月10日、ACE KILLER）
- 肉便器これくしょん(肉これ) 僕の肉便器九号機 真面目でボーイッシュな肉ペットあいちゃん(仮名)（6月10日、&RiBbON）※「あい」名義
- 見せつけ、クネる、悶える、欲しがる、美脚オナニスト 3（6月13日、AVS Collecteor's）
- 東京ノーパン娘（6月13日、イッパツオネガイ）※「あい」名義
- 少女円光 家族にいえないひみつのワリキリバイト 1（6月16日、いもうとChannel）※「あおい」名義
- 新人AV女優プライベート映像流出!? 撮影終了後のAV女優さんマジで口説いてお酒を飲ませてさらにこっそり媚薬を仕込んでお持ち帰り!!そのままSEXさせてくれるのか!?【徹底検証】PART3（6月21日、Re:Search）
- 一般男女モニタリングAV 会社の同僚と一夜限りのお泊りミッション企画 終電を逃した社会人男女がラブホテルで1発10万円の過激な連続射精セックスに挑戦! 日頃から気になっていた同僚女子の身体にふれた既婚の上司チ○ポはフル勃起!恥じらいつつもラブホのエッチな雰囲気で濡れちゃった女子社員マ○コ! 大人な男女が全てを忘れて互いの身体を求めて乱れる秘密の生セックスは1度の射精じゃおさまらない! 4組合計中出し16発!（6月23日、ディープス）
- ショートカットJKが彼氏以外の男性に気持ちよくなって欲しくてオナニーサポート（6月25日、ダスッ!）
- 本番NGのデルヘル嬢を呼んで現れた学生時代のいじめっ子女子（7月1日、MOODYZ）
- 有名コスプレーヤー月に一度の危険日中出しオフ会（7月1日、ワンズファクトリー）※「あい」名義
- 田舎の村で発見!こんなところに美人妻♥ 即ハメ青姦中出しナンパ（7月1日、グリグリ）
- First Kiss ファーストキス 〜ずっと会いたかったぎとと、初めてのレズビアン。〜（7月7日、ビビアン）
- 美脚×競泳水着×パンスト眼鏡（7月8日、クリスタル映像）
- 過激すぎるド素人娘 4時間スペシャル 34（7月8日、S級素人）
- ヘルメットディルドぶっさしオナニー 〜腰ガックガク!変態過ぎる自分の行為に頭ん中まっ白!〜（7月15日、SEX Agent）
- 父と兄と、叔父さんと、ご近所さんとも。そうゆう育ち。（7月21日、グリグリ）
- セクシーコスチューム濡れ透けコレクションII（7月25日、AVS Collector's）
- そこのお姉さん! ボクらと男気野球拳しませんか!! ただの野球拳…ではなくパンイチ姿からスタートする賞金をかけた真剣勝負! すぐに負けて男らしく丸裸になるフルチンボーイズ! チ○ポを見たノリの良い素人娘たちはいったいどこまでヤラせてくれるのか!?（7月25日、ナンパJAPAN）
- 学校サボって1日10人のオヤジと中出しSEXしまくるイクイク援交娘。（7月25日、本中）
- ビチョ濡れ潮吹きJKダダ漏れ汗ダク性行（8月1日、MOODYZ）
- しばられたい わたし、ただのオモチャで、いいんです。（8月5日、ドリームチケット）
- 女子校生緊縛監禁中出し孕ませ調教（8月6日、アイエナジー）
- 跡美しゅりにレズ姦されたい向井藍 55回のガチ絶頂（8月7日、ビビアン）
- 親にも学校にも言えない、女子校生放課後限定バイト 10（8月12日、S級素人）
- 男性無視! 僕だけが「いないもの」とする同僚に鬼ピストン!!（8月18日、ナチュラルハイ）
- 「気絶したフリで人工呼吸!まさかのキス初体験!」初めて味わう女子の唇の感触…、ヤバい!股間だけ起きちゃう! 今日もいじめっ子たちによる、プール授業前恒例のプロレス大会が始まる。調子にのった女子がマジで気絶させようとするから日頃の仕返しに気絶したフリをしたらかなりのリアクションで大慌て!本気でヤバい!と思ったのか人工呼吸で何度も蘇生を試みるんです! ああ!初めて味わう女子の唇の感触…ヤバい!勃起してしまう! バレてないかと薄目を開けると女子がチ○コをガン見!さらにはイジってくる!しかもエロい顔で今度は本物のキス!キス!キスの嵐。そして…（8月19日、Hunter）
- 完全主観で超ガン見されながらのセルフイマラチオ 〜無理やりではなく自ら喉奥に先っちょをぶつける女達、しかもずっとこっち見てる〜（8月19日、SEX Agent）
- 精一杯フェラチオ頑張るのでメチャクチャ手マンしてください。 〜だいたいの女はチ○ボ咥えている時、濡れている。女ってエロいよね〜（8月19日、SEX Agent）
- すごい吸引力のキ○タマ絞りと手コキ噴射 〜究極の痴女達が精液製造所を飲み込む勢いで猛吸引〜（8月19日、SEX Agent）
- 向井藍 ショートカット美少女図鑑 4時間（8月22日、グランド・テン）※総集編
- 「だめっ、出来ちゃうっ…お願いです…夫の前で種付けしないで…。」（8月25日、オーロラプロジェクト・アネックス）
- 寝取られた箱入り女子校生 異常なほど過保護に育ててきた愛娘が間男に奪われ「アナル舐め」で唾液まみれにしたあげく「大好きホールド」で中出しまで許していたなんて…（9月1日、h.m.p DORAMA）
- 潜入捜査官 残酷中出しイキ地獄（9月1日、CORE）
- ビキニによく合うカワイイちっぱいとローライズからはみ出るプルリンお尻 メイドビキニ（9月1日、ROOKIE）※AV OPEN 2016 乙女部門 エントリー作品
- 神エクスタシー（9月9日、REAL）
- コスプレイベントで知り合ったレイヤーを撮影中に催眠洗脳して滅茶苦茶SEXした ぼっちレイヤー あい（9月9日、DIY）※「あい」名義
- デビュー前蔵出し映像公開! 面接映像流失! 生々しいガチドキュメント!勝手に販売!!（9月9日、&RiBbON）
- 義父ころがし（9月14日、ANNEX）
- この娘ども、狂わせてやる…。（9月25日、オーロラプロジェクト・アネックス）
- 愛ある2連射せっくちゅ♥（9月30日、ワープエンタテインメント）
- 青春のテニスサークル ショートカット美少女 あい（10月1日、AV）※「あい」名義
- プリ尻モンスターPretty Girl Pretty Hip（10月2日、MARRION）
- 超絶倫童貞少年! もうヤメて!と逃げる義姉を追いかけハメまくる! 3 突然出来た義理のお姉ちゃんは超ヤリマン!いつも超無防備だからパンチラ胸チラしまくりで僕は毎日勃起しまくり!僕の勃起をからかうお姉ちゃんもいつしか勃起にムラムラして発情!我慢できなくなって「フェラだけだったらいいよ…」と僕のチ○ポに…。貪りついてきたら最後、僕ももうフェラだけでは我慢できません!! 戸惑うお姉ちゃんを無視してとにかく腰を振って腰を振って 色々な場所でヤリまくっちゃいました!!何度も何度も発射して僕のチ○ポが勃起しなくなるまで何度もヤリました!※もう何発ヤッたか分かりません!! （10月7日、Hunter）
- 輪姦緊縛女子校生（10月13日、オーロラプロジェクト・アネックス）
- もう無垢な私には戻れない。ちょっぴり大人なエッチ体験（10月13日、S-Cute）
- 素っぴんLOVEデート 独り占めしたい（10月13日、天真乱マン）
- 生中出し女子校生4時間 Special Selection Vol.7（10月14日、BAZOOKA）
- 人間操りアイテム どこでも風俗シール 〜貼られた瞬間、絶対服従メス奴隷になる女達〜（10月14日、MOODYZ）
- クールヒロイン・ビッチライズ（10月28日、GIGA）
- 競泳アスリートばかりを狙うスポーツトレーナー整体治療院 9（11月1日、変態紳士倶楽部）
- ピュアレズビアン 憧れの先輩女優との濃厚な唾液とマン汁が混じり合うレズ（11月4日、h.m.p）
- AV界フリースタイルレズビアンバトル（11月7日、MOODYZ）
- 夜勤中に居眠りしている看護婦を夜這いしちゃった俺（11月10日、AKNR）
- 羞恥! エプロンの下はノーパンノーブラ 私、逃げ出したいくらい恥ずかしい格好でファミレスで働かされています…（11月10日、サディスティックヴィレッジ）
- 美肉の生贄 2（11月13日、アタッカーズ）
- 寝取られ中出しサークル（11月13日、ANNEX）
- 僕を誘惑してくるエッチな妹、向井藍。 学校サボって一日中イキまくって親にナイショで中出しSEX（11月20日、無垢）
- 可憐な女子校生が堕ちたSEXの記録（11月25日、宇宙企画）
- オークに孕むまで輪姦種付け中出しレイプされる美少女たち（11月25日、TMA）
- 東京都○○区女性限定カプセルホテル盗撮 指入れオナニーで何度も絶頂する絶倫OL 2（12月1日、変態紳士倶楽部）
- 図書館で声も出せず糸引くほど愛液が溢れ出す敏感娘 19 全裸羞恥中出しSP（12月8日、ナチュラルハイ）
- 覗いてすべて丸裸! 勤務の合間に院内で密会SEXする看護師を覗き見しちゃいました。（12月8日、AKNR）
- 媚薬貞操帯×ビッグバンローター 羞恥覚醒させられた素人アルバイト娘は物陰で何度も絶頂潮を吹くファミレスに侵入 人が居ない所でアクメ器具を強制装着（12月8日、サディスティックヴィレッジ）
- 女子校生媚薬拘束 潮吹きイカぜ（12月9日、REAL）
- 素人・マスク女子全裸図鑑 〜恥ずかしがり屋の素人娘がマスクを装着すると、どこまで大胆になれるのか!?〜（12月9日、S級素人）
- 本音でぶつかるネイキッドレズビアン 〜2人が1日で愛し合う為のプロセス〜（12月18日、レズれ!）
- 「常に性交」ビキニマッサージ 5 ずっとチ○ポをマ○コに挿入しながら受ける癒しの性感マッサージ（12月22日、SODクリエイト）
- 放置・接吻・嗚咽・洗脳…人格改造アクメ! 媚薬チ○ポが好き過ぎて中出しシタがる生意気JK 2（12月22日、ナチュラルハイ）
- 向井藍Bestコレクション4時間（12月23日、TMA）※総集編
- この娘ども、狂わせてやる…。 「堕ちる時は2人一緒、汚されるもの一緒、そして壊されるもの…ずっと一緒だよ…」（12月25日、オーロラプロジェクト・アネックス）

- ホテル痴漢 2 中出しSP（1月6日、ナチュラルハイ）
- 可愛くて優等生の女子校生たちから中出しSEXをせがまれて困っている僕。 3（1月13日、BAZOOKA）
- 淫猥調教 私はあなたの奴隷です…。（1月13日、オルガ）
- ショートヘアの天然美少女と密室変態デート（1月17日、ケートライブ）
- マジックミラー号 2017年新春! 初詣に来た友達同士の男女がお年玉進呈ウキウキ野球拳!! 全裸になって2人きりになったら火が点いて開運姫始め!（1月19日、SODクリエイト）※「さゆり」名義
- 僕の可愛い妹が通販でドマゾな玩具を購入しまくっております…しかも代引きで（1月25日、MARX）
- 過激すぎるド素人妻 3（1月27日、S級素人）
- 悶絶痙攣ポルチオ大絶頂!!（2月3日、クリスタル映像）
- 就活女子大生と性交（2月3日、ドリームチケット）
- 「おっぱいだけなら触ってもいいよ」 厳しすぎる部活の優しすぎる女子マネージャー。初心者が運動部の部活に入ったはいいけどついていけず、部活にいかなくなって早数日。なんと心配した心優しいお世話好きなマネージャーが部活を抜け出しボクを引き止めに自宅にやってきた。下手なボクにも分け隔てなく接してくれたのに心苦しいけど、もう帰って欲しい…。だから意地悪で「おっぱいだけ触らせて欲しい」と言ってみたら、あまりに優しすぎるマネージャーは「おっぱいだけなら…」と頷くのです。（2月7日、Hunter）
- 大胆なパンチラ誘惑に、気づいたらハメてしまった僕（2月10日、BAZOOKA）
- 【検証】 酔っぱらった女子とエッチな二次会 全力でヤってみた件について。 VOL.001（2月10日、&RiBbON）
- おじさんと毎日SEXしたいんです。（2月24日、I.B.WORKS）
- 向井藍 マジックミラー号 ナンパ待ち 真正中出し編 in ゲレンデ (3月2日、SODクリエイト)
- 小悪魔挑発GAL (3月2日、MARRION)
- 性格良しAV女優 貸します。Vol.001 (3月10日、ケイ・エム・プロデュース/BAZOOKA)
- 素敵なカノジョ 向井藍 スレンダー美少女のコスプレおもらし中出し痙攣催眠せっくす (3月13日、BACK DROP)
- 知人に中出しをお願いする夫と私 (3月24日、人妻花園劇場)
- 美少女のパイパン、丸見え。 (3月24日、ケイ・エム・プロデュース/宇宙企画)
- 陵辱が溶け込んでいる学園生活 手錠 口枷 緊縛 羞恥 ぶっかけ 中出し… 調教という授業を当たり前の様に受けている女子校生 セントマゾヒスト学院 (4月6日、SODクリエイト)
- 絶対に逆らえない強力催淫 服従の暗示で俺のあやつり人形 (4月13日、オルガBlack)
- 妹はボーイッシュなスレンダー美少女 (5月2日、ケードライブ)
- JKの妹が我が家で、お泊り飲み会を開催 エロ度の増した泥酔JKが誘惑してきて朝まで連続セックスしちゃった夜 (5月3日、SODクリエイト)
- 電車痴漢で「絶対イクもんか…」腰をひねり絶頂を拒み続ける女子校生の失禁がまん顔 2 (5月3日、ナチュラルハイ)
- 悪友 (5月5日、ワープエンタテインメント)
- お隣のJK妻を、ヤリ部屋調教。 (5月7日、山と空)
- SODファン大感謝祭×真正中出し 射精無制限 ぜつりんバスツアー (※素人男性18名参加)（5月18日、SODクリエイト）
- ふたり揃って…少女はキスをガマンできない (6月2日、ドリームチケット)

- 昨日までは、優等生。清く淫らな制服エッチ（6月13日、S-Cute）
- スケベなお嬢様JKと中出し集団援交乱交 発射無制限！30発真正中出し（※素人男性12名参加）（6月15日、SODクリエイト）
- 真・時間が止まる腕時計パート8（7月6日、ROCKET）
- コスプレイヤー達が撮影会のためなら何でもしすぎるから子作り（7月25日、	ズッコン/バッコン）
- 睨まれレ○プ スペクタクル編（7月25日、ムーディーズ）
- 世界一コンドームをパンパンに膨らます男の中出しドッカーンSEX 跡美しゅり 向井藍（8月1日、ROOKIE）
- 接吻のち、孕ませ。 向井藍（9月1日、ドリームチケット）
- ワレメご奉仕パイパンメイドスペシャル（9月1日、ワンズファクトリー）
- 献身…義父への肉体介護 堕とされる清楚妻 向井藍（11月10日、オルガ）
- 夫の上司に犯され続けて7日目、私は理性を失った…。 向井藍（11月19日、マドンナ）
- 空前絶後のモノ凄いWフェラ（12月1日、MARRION）
- 昼間っから就活女子大生と性交（12月1日、ドリームチケット）
- 向井藍 お貸しします。（12月15日、クリスタル映像）
- 向井藍 カリスマAV監督タイガー小堺の『AV女優のお悩みを一刀両断！！撮影現場におジャマして勝手にハメ撮り人生相談始めちゃいました！！』（12月22日、SODクリエイト）
- 姉妹強制懐妊旅館 親に代わり必死で旅館を切り盛りする美少女は、妹を毒牙に掛けられ、張りつめた心が切られてしまった...（12月25日、オーロラプロジェクト）
- 成長した黒髪ショートの美少女との、お泊り＆御籠りの粘液糸引く濃厚セックス 向井藍（12月26日、オーロラプロジェクト）

- 舐められたくて舐めたい粘着メガネ腐女子 向井藍（1月1日、MARRION）
- M男遊戯 向井藍の罵倒キャンパスライフ 競泳水着女子がダメな彼氏をM調教（1月11日、アキノリ）
- 有名AV男優が全てレクチャー！これを観れば今日からアナタもAV監督！誰でも撮れる実践HowToハメ撮り講座 向井藍（1月12日、h.m.p）
- 「私…お父さんの子供妊娠する！」女子○生のデカ尻娘が突然訪ねた大好きな父の家にはまさかの婚約者が…。絶対に取られまいと馬乗り生挿入！ガッチリホールドで強制的に何度も何度も膣内射精させられる！ 2（1月12日、V＆R PRODUCE）
- 親友同士の2人…お互いを想う、その気持ちを踏みにじる不貞の輩… 向井藍 関根奈美（2月11日、オーロラプロジェクト）
- 女体化媚薬で妹のレズ肉便器にされた兄 2 宮崎あや 向井藍（3月4日、山と川）
- 可愛い女子社員と相部屋宿泊 スーツを脱いだら綺麗なおっぱい！締まったくびれ！プリプリのお尻！無防備に寝ている女と密室に二人きりで股間の疼きが止まらない！3（3月8日、アキノリ）
- 羞恥温泉旅行 秘湯悦楽堕ち 向井藍（3月15日、グローリークエスト）
- 完全撮りおろし！主観フェラ抜き体験8時間！Vol.4（4月13日、オーロラプロジェクト）
- 百合の告白「ごめん、愛してる」（4月19日、MARRION）
- 完全主観 ディルド足コキ罵倒（5月5日、フリーダム）
- マブダチとレズれ！in一泊二日温泉旅行 浅田結梨 向井藍（5月19日、レズれ！）
- 美少女妖淫昇天 LOOPS Episode-1 残酷なる強制開花！！裏切りのイキ殺し処刑台（5月25日、BabyEntertainment）
- 21連発生中出し強烈ピストンSEX4時間（5月25日、レアルワークス）
- 【フェラすぺ】向井藍一撃ぶっかけ これはもう顔面妊娠レベル（5月25日、フェラすぺ）配信限定
- 向井藍の完全主観オナニーサポート!（6月13日、アロマ企画）
- ガチ童貞素人限定! あなたの自宅で4人の美少女が突撃ハーレム筆下ろし♪ しかも真正中出しスペシャル!!（8月23日、SODクリエイト）
- 大好きな人に処女を捧げたい… 向井藍に処女を奪われたい原さくら ガチ処女喪失ドキュメント（10月7日、ビビアン）
- 並木塔子レズ解禁！！ 女だけのオフィスで繰り広げられる冷静と情熱のトリプルレズビアン（11月25日、マドンナ）
- 痴女っ気たっぷりなナースと女医がオナニーをコントロールしてくれる「センズリ指示（JOI）病院」 (11月8日、SODクリエイト)
- (裏) 手コキクリニック ～完全版～ 性交クリニックファン感謝祭2018 ユーザーリクエストで選ばれたオールスター豪華ナース大集合 4時間SP! (12月6日、SODクリエイト)

- 完全M男化放課後生活 夕方から行われる秘密の調教 (2月7日、アキノリ)
- 復讐者 (3月7日、アタッカーズ)
- 新奴隷城6 (5月7日、アタッカーズ)
- 見た目が真面目そうなメガネ女子ほどチ○コを目の前にすると豹変する変態女 (5月9日、アキノリ)
- J○のムチムチした黒パンスト姿に発情してしまった俺 2 (6月6日、アキノリ)
- 向井藍、尊い。 (6月13日、バルタン)
- 欲求不満ナースのえげつないベロベロ性交 (6月19日、ドグマ)
- 私の履歴書 向井藍 (6月28日、ドリームチケット) ※単体ベスト
- 濡れてテカってピッタリ密着 神スク水 向井藍 可愛い女子のスクール水着姿をじっとりと堪能！着替え盗撮から始まり貧乳から巨乳にパイパン、ハミ毛、ジョリワキ等のフェチ接写やローションソーププレイやスク水ぶっかけに生中出し等を完全着衣で楽しむAV (7月11日、親父の個撮)
- 息子の嫁 (8月1日、プラネットプラス)
- 『また僕のポストに、奥さん宛の郵便物が届いていました…。』 偶然を装い誘う人妻 (8月7日、マドンナ)
- こんな可愛らしい娘さんと密室でねぶりあってヤリまくるだけのビデオ (8月19日、ドグマ)
- 犯されまくって脳が蕩ける最高のM性感トリップ (8月19日、M男パラダイス)
- 地味なオフィス清掃員はM男殺しなペニバン痴女様でした。 (9月19日、MEGAMI)
- 完全主観で楽しむ向井藍との新婚生活 (10月1日、プラネットプラス)
- メスダチ改 (11月13日、無垢)
- 出張先のビジネスホテルでずっと憧れていた女上司とまさかまさかの相部屋宿泊（11月25日、マドンナ）
- 美人ファイター輪姦地獄 マッスル凌辱サブミッションFUCK!（12月19日、グローリークエスト）
- 夫には言えない。クレーム係という仕事。（12月25日、ダスッ!）
- 抱かれたくない男に死にたくなるほどイカされて…（12月25日、マドンナ）
- 神パンスト 制服ロリ美少女の美脚を包んだ生ナマしいパンストを完全着衣でムレた足裏からつま先を味わい尽くす! 顔騎や足コキ、時には中出し時にはお尻にコスってぶっかけとやりたい放題! 発情させられた女の変態調教絶頂プレイを楽しむフェチAV（12月26日、親父の個撮）

- お嬢様学校 お仕置き倶楽部レズビアン（1月7日、ビビアン）
- 制服びしょ濡れ雨宿り 濡れ透け姉と友達の10人に襲われて中出ししまくった大雨の放課後（1月13日、MOODYZ）
- 二股不倫妻がまさかのWブッキング そして、壮絶なる《僕》の略奪戦が始まった。（2月25日、マドンナ）
- 【完全主観】方言女子 大阪弁（3月6日、h.m.p）
- 母の親友（3月13日、VENUS/女神）
- 援交美少女。清楚系なのにいいなりドМビッチ あおい 19歳 フリーター 1（3月19日、令和最新）
- パーソナルジムNTR トレーナーの力強さに溺れた妻の衝撃的浮気映像（3月25日、マドンナ）[27]
- むちむちデカ尻 神ブルマ ロリ美少女やぽっちゃり娘にピチピチブルマ＆体操着を着せ、ハミパン、ムレムレワレメを毛穴まで見えるほどの超ドアップ接写! さらに尻コキ、着衣お漏らし放尿やブルマぶっかけ、生中出し等ブルマ好きに送る完全着衣フェチAV（3月26日、親父の個撮）
- * 援交美少女。首絞めとイラマで真正マゾ開花 あおい 19歳 フリーター 2（4月2日、令和最新）
- 罵倒でオナニーサポート 馬鹿にされるだけでチ○コしごけるなんてどんだけ変態なんだよ!!（4月9日、AKNR）
- 上司に愛おしい若妻を結婚させました。2（4月13日、ながえスタイル）
- ワシ専用!! いいなり人妻中出しメイド 叔父の命令は絶対服従。種付け調教の日々―。（4月25日、マドンナ）
- 地元へ帰省した三日間、人妻になっていた憧れの同級生と時を忘れて愛し合った記録―。（5月25日、マドンナ）
- 濡れてテカってピッタリ密着 神競泳水着 向井藍 ロリ可愛い女子の競泳水着姿をじっとりと堪能！着替え盗撮から始まり貧乳から巨乳にパイパン、ハミ毛、ジョリワキ等のフェチ接写やローションソーププレイや競泳水着ぶっかけに生中出し等を完全着衣で楽しむAV（6月11日、神競泳）
- 不倫相手に夢中で俺をイヤがる妻に何度も中出し【寝取りがえし】夫の特権を利用して妻を強襲FUCK、浮気詫びさせセックス、拘束中出しetc. （6月13日、アリスJAPAN）
- 妖艶美女が淫らな肢体で至れり尽くせりセックス指導!（6月13日、オーロラプロジェクト・アネックス）
- 父が出かけて2秒でセックスする母と息子（6月19日、VENUS）
- 夫婦念願の田舎暮らし…だがそこで農業従事者様のデカチンをめりめり挿れられてめろめろにされた妻（7月7日、卍GROUP）
- 新婚の僕が出張先で女上司とまさかの相部屋 朝から晩まで性奴隷にされた逆NTR（7月13日、Fitch）
- 大嫌いな上司と出張先のホテルで相部屋になって○○○され完堕ちした私。（7月25日、h.m.p）
- 酔った義姉さんを今夜、迎えに行きました―。（7月25日、マドンナ）
- 誰にも知られてはいけない秘め事。上司と部下の関係を越え本能のまま繰り返すW不倫SEX（8月14日、ヒメゴト）
- 両親が旅行で不在の3日間、僕のことが大大大好き過ぎるお姉ちゃんのデカ尻誘惑に負けて何度も中出しした（9月1日、ルナティックス）
- 全身をネットリ舐め回す、ナメクジ親父の粘着性交。（9月7日、マドンナ）
- わき毛が生えるまで監禁され続けて（9月7日、龍縛）
- うたた寝している女友達にイタズラ。抵抗はするものの意外とまんざらでもなくそのままセフレになりました。（9月11日、ヒメゴト）
- 一度きりの浮気のはずが…抱かれてはいけなかった夫の部下と裏切りの逢瀬（9月19日、VENUS）
- 芸能マネージャーの湿ったパンスト（10月7日、in mad）
- 帰郷した僕を惑わす汗だく義姉の中出し妊活性交（10月7日、マドンナ）
- 義父棒にとろける膣 ゾッコン依存まんぐり返しSEX （10月13日、ダスッ！）
- 竿タマ丸呑みフェラエステで精巣温度を高められ蛇口みたいな射精チンポに変えられちゃったボク。（10月13日、ムーディーズ）
- 向井藍ベスト 少女から大人へ（11月6日、h.m.p）
- あなた、許して…。 濡れた再会3 （11月7日、アタッカーズ）
- 隣人の情婦になってしまった妻30（11月7日、JET映像）
- 人妻の熟れた肉体を気づかぬうちに快楽堕ちへと誘う無自覚NTRの名作！！ 原作・こくだかや 15分の残業 店長視点・夫視点を描いたオリジナルエピソードも収録！！（11月25日、マドンナ）
- 「終電なくなっちゃったね…じゃあウチくる？」終電を逃して旦那さんが出張中の女上司の家にお泊まり不倫、誘惑発情された僕は興奮して朝までハメ続けた（12月4日、h.m.p）
- 向井藍 The First Best 12時間 ～藍より出でて藍より青し、オトナの雰囲気を魅せる初総集編。～（12月7日、マドンナ）
- かりめんの妻9 ハンコ捺して下さいお願いします…（12月7日、JET映像）
- 神メガネOL 向井藍 眼鏡OLスーツの美脚を包んだ生ナマしいパンストを完全着衣でムレた足裏からつま先を味わい尽くす！時には顔騎や足コキ、時にはお尻にコスってぶっかけとやりたい放題！発情させられた女の変態調教絶頂プレイを楽しむフェチAV（12月10日、親父の個撮）
- お礼はキレイにした後で…神待ち家出中の匂い立つ人妻。（12月13日、ダスッ！）
- 絶対的上から目線で巨尻痴女が淫語コントロール 射精を支配される究極主観JOI（12月13日、Fitch）
- 確保した逃亡犯とまさかの相部屋 女捜査官 手錠でつながり身動きできずに何度も中出しされた私（12月13日、ムーディーズ）
- 担任の私と男子生徒が涎を垂れ流し何度も夢中で舌を絡めるご両親不在のベロチュウ家庭訪問（12月19日、VENUS）
- ED薬をいつも笑顔で処方してくれている、薬剤師の人妻さんと自信を取り戻す物語。 勃たないボクは、薬剤師の人妻と―。（12月25日、マドンナ）

- 元カノ二人の誘惑Wささやき淫語で両耳痴女られて背徳中出しさせられた僕（1月1日、ムーディーズ）
- 転勤で田舎に引っ越した僕は、下に住む大家の奥さんに毎日誘惑されて何度も中出ししてしまった…（1月7日、BeFree）
- 妊活中にレイプされた人妻は身籠った時に何を願うのか…（1月7日、アタッカーズ）
- じんかくそうさ洗脳催眠 サイコパス過ぎる連続不審死殺人鬼がナースを誤認 シリアルキラー催眠！！地獄の沙汰もNTRれ次第編（1月7日、山と空/妄想族）
- やっばい乳首責めと寸止めでM男クンがとろけちゃう無限射精オーガズム（2月1日、Fitch）
- 僕（婚約者）の愛する彼女がクズ患者（中年オヤジ）に呼び出されて毎晩、毎晩チンポをシゴいていたなんて… 脅迫ナースコール性処理NT（2月1日、ムーディーズ）
- テニス部で評判のベリーショート美少女を、放課後にラブホに連れ込んでみたら、ドMでなんでもヤラセテくれるビッチちゃんだった！（2月6日、オーロラプロジェクト・アネックス）
- 下着モデルNTR カメラマンの男に中出しされた妻の衝撃的浮気映像（2月7日、マドンナ）
- 北関東方面への一泊二日の地方出張で会社の経費削減の一環でツインの相部屋で現地泊する事になってしまった女上司と絶倫部下（2月7日、JET映像）
- 素人男女モニタリング実験真相編！（2月19日、プレステージ）
- 無制限射精チ●ポの限界突破メンズエステ 手抜き無し！連続射精追撃男潮！おまけに何度も中出しOK膣内施術 ねっちょり全汁搾り取り絶頂悶絶コース（2月25日、痴女ヘブン）
- 弟の目の前で調教された私…M奴隷に堕ちてゆきます…（3月13日、オーロラプロジェクト・アネックス）
- 雨宿りNTR 旦那の愚痴を聞いてた帰り道で突然のゲリラ豪雨。一時避難したボクの家でバイト先の人妻と朝まで中出し不倫しまくった（3月13日、溜池ゴロー）
- お尻大好きしょう太くんのHなイタズラ（3月18日、グローリークエスト）
- 2泊3日の社員旅行中、居残りを命じられた僕は、憧れの受付嬢と二人きり…。（4月7日、マドンナ）
- 共鳴（4月19日、レズれ!）
- 向井藍の凄テクを我慢できれば生★中出しSEX！（5月1日、ワンズファクトリー）
- 毎週二回、義母を抱く絶倫過ぎる義父と夫に隠れて年の差も忘れて愛し合う濃密中出しスローセックス （5月7日、マドンナ）
- 息子が私の身長を抜かしました… （5月13日、ダスッ！）
- ある日、教え子と再会。人妻になっていた彼女にあの頃の制服を着せて何度も中出ししまくったW不倫（5月13日、ムーディーズ）
- あなたの嫌うあの人と 町の権力者に抱かれた私の妻（5月13日、ながえスタイル）
- 巣ごもり生活 懐妊までの2ヶ月間。（5月20日、グローリークエスト）
- 舐め好き女房（6月1日、プラネットプラス）
- DEEP LOVE 魅惑の女 向井藍8時間BEST（6月1日、Fitch）
- 人妻オフィスレディの絶対領域 貞淑妻を襲う、部長の言いなり社内羞恥―。（6月7日、マドンナ）
- 鉄板！初降臨！ 向井藍 理性が吹き飛んだ！ 女汁ダダ漏れ陰部痙攣トランス状態でイキ乱れるほどの激性交（6月19日、TEPPAN）
- 藍ちゃんへ…彼女にフラれた冴えない僕をひたすらSEXで元気づけてくれて本当にありがとう。（7月1日、Fitch）
- 旦那が出張中、2人きりの自宅で叔母さんのお掃除尻に我慢できずマシンガンピストンで何度もイカセまくってめちゃくちゃ中出しした（7月1日、LUNATICS）
- 夫の目の前で犯されて― 再会は破滅の始まりII （7月7日、アタッカーズ）
- 妊活中に父さんの目を盗み、何度も僕のチ○ポで中出しを求めてくる性欲過多の絶倫義母（7月7日、マドンナ）
- ぶっかけ濡れデカ尻の淫乱M男責め 私の尻に精子ぶっかけて濡らしなさい！！（7月13日、AVS collector’s）
- THE ドキュメント 本能丸出しでする絶頂SEX 旦那を忘れて乱交中出しハメ狂うドスケベ美人妻（7月19日、美人魔女/エマニエル）
- 至近距離に彼女がいるのに耳元でコソコソ口説いてくるささやき誘惑中出し（7月25日、本中）
- 学生時代のセクハラ教師とデリヘルで偶然の再会―。その日から言いなり性処理ペットにさせられて…。（8月7日、マドンナ）
- 輪姦寝取られ妻 三つ編みと制服と.... 「貴方たちが満足するまで、夫の目の前で性奴として死ぬほど辱めてください...」（8月25日、オーロラプロジェクト・アネックス）
- AVに出演したコトが近所の変態輩にバレて…慰みモノにされ生姦しまくりネトラレ輪姦（9月2日、グローリークエスト）
- 結婚を間近に控えた美人キャリア社員を…肉奴隷化する調教研修7日間―。（9月14日、マドンナ）
- 投稿実話 事件に巻き込まれた妻 ～妻が見知らぬ男たちの性欲の標的にされた～（9月28日、ながえスタイル）
- 一ヶ月間の禁欲で爆発寸前の僕と家出してきた彼女の親友で浮気SEXに没頭した彼女不在の夜（9月29日、h.m.p DORAMA）
- 愛する妻を一生守ると俺は誓ったのにストーカーに寝取られてしまった（10月6日、ミセスの素顔/エマニエル）
- 先立った兄貴に家族を宜しくと頼まれたので母×娘まとめて中出し調教して服従させる事にした―。（10月12日、マドンナ）
- ウーマナイザーオナニー（10月21日、グローリークエスト)
- 女教師in...（脅迫スイートルーム）（11月5日、VIVID／ドリームチケット)

- 輪姦営業女子 上司にハメられ、婚約者の前で、悲劇のW懐妊 「私たちのお腹の子は、誰の種だかわからないの....」（1月11日、オーロラプロジェクト・アネックス）
- 神向井藍 243分7作品6SEX!! 競泳水着からブルマやパンスト、はたまた盗撮マッサージやメガネOLまで僕らが大好き向井藍ちゃんの全てが詰まったコンプリート作品集!! 撮り下ろしシーンも収録!! （1月13日、親父の個撮）
- 主人が不在の3日間だけ狂ったようにシャブりたい（2月4日、ワープエンタテインメント）
- その切なげな表情がたまらない! 向井藍 ベスト（2月22日、ながえスタイル）
- 普通の人はあまり知らないAV業界実録ドキュメント AV監督はオイシイお仕事♪撮影前の面接全裸チェックの実態!! チェックの名の下クンニできるわ! フェラさせれるわ! 生ハメ中出しやりたい放題 人気女優8人のAV面接風景VOL.3（2月23日、SODクリエイト）
- 向井藍 Madonna 2nd BEST 3枚組 12時間 ～より淫らに、より妖艶に… 成熟23本番SPECIAL～（3月8日、マドンナ）
- 昭和 恋人を追って出兵した女衛生兵。 翻弄され戦い続けた哀しく儚き戦時物語 想い人との別れ・上官の性欲処理・義父の夜這い（3月22日、グローバルメディアエンタテインメント）
- 敏感乳首と早漏チ●ポを延々と生殺される寸止め射精コントロール（4月1日、ワープエンタテインメント）
- ゾウさんパンツでフェラ11人 ブリーフの先っちょからチ●ポを引っ張り出して喉奥でグポグポする気持ちいいフェラチオ6（4月5日、かぐや姫Pt/妄想族）
- 溜まってそうなオジサンを逆ナン乳首責めしながらチ○ポを徹底的に焦らす痴女ハーレム逆3P（4月19日、ムーディーズ）[28]
- 送別会の夜…酔い潰れて目を覚ましたのはベッドの上 W舐め痴女生ツバだらだら全身リップ逆3Pハーレム 新人喰いでウワサの2人の美人受付嬢と朝まで11発! 生ハメ中出し!（4月19日、エムズビデオグループ）
- 乳首舐めベロちゅう手コキIII（4月19日、グローリークエスト）
- お色気PTA会長と悪ガキ生徒会（5月3日、っgクエスト)
- まるっと! 向井藍（5月20日、プラネットプラス）『息子の嫁』と『完全主観で楽しむ向井藍との新婚生活』を完全収録
- 向井藍で、ヌキまくりの537分!（5月24日、オーロラプロジェクト・アネックス）（『姉妹強制懐妊旅館 親に代わり必死で旅館を切り盛りする美少女は、妹を毒牙に掛けられ、張りつめた心が切られてしまった...』『親友同士の2人…お互いを想う、その気持ちを踏みにじる不貞の輩…』『成長した黒髪ショートの美少女との、お泊り＆御籠りの粘液糸引く濃厚セックス』『妖艶美女が淫らな肢体で至れり尽くせりセックス指導!』の4作を完全収録）
- Madonna電撃専属 向井藍 ネットリ唾液が交り合う超濃密ベロキス3本番（5月24日、マドンナ）
- 痴漢盗撮＆中出し素人娘  媚薬オイルマッサージ VOL.12 超強力媚薬を配合したマッサージオイルを施術中に知らずに塗りこまれたオンナは、身体の火照りに驚き、チ○ポを欲しがる自分に戸惑い、垂れ出したマン汁に恥ずかしがりながらも生ハメ中出しまで欲してしまう!（6月23日、親父の個撮）
- NGR ―ナガサレ― 義兄に犯され初めての絶頂を知った嫁（6月28日、マドンナ）
- 汗ほとばしる人妻の圧倒的な腰振りで、僕は一度も腰を動かさずに中出ししてしまった。（7月26日、マドンナ）
- 町内キャンプNTR テントの中で輪姦された妻の衝撃的寝取られ映像（8月23日、マドンナ）
- 向井藍 BEST（9月20日、グローリークエスト)
- 夫不在の5日間、初夜まで禁欲を命じられた私は性豪義父に身も心も調教されてしまった―。 望まない政略結婚、義父の狙いはワタシでした…。 （9月27日、マドンナ）
- 僕を女手一つで育ててくれた、最愛の義姉が最低な友人に寝取られて…（10月25日、マドンナ）
- 職場の隅に居る派遣の藍さんは僕たち社員専用!! 都合の良い言いなり中出しペット（11月22日、マドンナ）
- 体液ドロドロ汗だく人妻不動産レディ 中年オヤジの物件案内ねっとり粘着羞恥（12月27日、マドンナ）

- ハメ撮り温泉 満たし満たされ大絶頂な美女4人SP（1月15日、ピーターズMAX）
- 100万×中出し 女が欲しいのは愛かお金か中出しか!!? AV女優37人の新感覚中出しサバイバル!!（2月17日、本中）
- 向井藍 Madonna専属 メモリアルBEST 8時間 ～大人のオンナに変貌を遂げた国民的AV女優、15本番SPECIAL～（3月14日、マドンナ）
- 息子の友達の制御不能な絶倫交尾でイカされ続けて…（3月28日、マドンナ）
- いつでも、どこでも、何度でも… 僕の新婚生活が崩壊するまで隣人に中出し搾精されて…。（4月25日、マドンナ）
- オナサポ!!  女子○生 着衣で全裸で挑発的ダンス 4（5月16日、かぐや姫Pt/妄想族）
- 夫には口が裂けても言えません、お義父さんに孕ませられたなんて…。− 1泊2日の温泉旅行で、何度も何度も中出しされてしまった私。−（5月23日、マドンナ）
- マドンナ専属なのに人妻じゃないっておかしくない? 向井藍が未来の旦那候補を逆ナンパ 痴女ってイカせて中出し指令!!（6月27日、マドンナ）
- Face to Face 9th season お互いを高めあう、最高の快感体験（7月6日、SILK LABO）※ 先行配信の「Face to Face 喜ばせたい同士のふたり Yoshihiko×Ai」パート。
- 誤送信されてきた妻が完全に崩壊していた。 アチージョ式NTR 部下と妻の唾液だらだら体液だだ漏れ衝撃的《痴女》不倫映像―。（7月25日、マドンナ）
- 寝取らせ串刺し輪姦 愛する妻を深奥まで犯し尽くして下さい―。（8月22日、マドンナ）
- 恋するサプリ 4錠目 ～本当のカレ～（9月7日、SILK LABO）※ オムニバス作品。先行配信の「包み隠さず愛したい」パート。
- 30歳になっても童貞の義弟に同情して一生の願いを受け挿れたら、相性抜群過ぎて何度もおかわり中出しSEXを求めてしまった私。（9月26日、マドンナ）
- クレーム対応NTR 取引先のセクハラ部長と妻の【閲覧注意】寝取られ話（10月24日、マドンナ）
- 四六時中発情中 II（11月9日、SILK LABO）※ オムニバス作品。先行配信の「仕方ないんです。」パート。
- 哀しみの未亡人、背徳の孕ませ飼育 夫の前で毎晩、毎晩…義父に犯されて―。（11月28日、マドンナ）
- 美しき痴女の下品な休日 10発射精させても止まらないホテル巣籠り生ハメ中出し（12月26日、マドンナ）
- 世界一豪華な記念作!! マドンナ20周年記念 湯煙舞う中出し無制限史上初ALL専属バスツアー!! 前編 4時間OVER 2枚組!!（12月26日、マドンナ）※Blu-ray同時発売

- 世界一豪華な記念作!! マドンナ20周年記念 感動と絶頂のフィナーレ 湯煙舞う中出し無制限史上初ALL専属バスツアー!! 後編 ～大競’宴’はまだまだ終わらない!! 中出し無制限の大乱交!!～ （1月30日、マドンナ）※Blu-ray同時発売
- 「次の駅で一緒に降りませんか…?」 終電痴漢 軽蔑する痴漢魔に電車の中でイカされて…（1月30日、マドンナ）
- リビング・ラブ 兄貴のすぐ傍で義姉とこっそりイチャつくスリルな日常SEX。（2月27日、マドンナ）
- ショートヘアが似合う向井藍の姿をお披露目―。 合鍵をもらった人妻が、男子学生が卒業するまで中出しされた一人暮らし部屋。（3月26日、マドンナ）
- Oh! マイリバティ II（4月11日、SILK LABO）※ オムニバス作品。先行配信の「first touch」パート。
- 中途の人妻社員が肉便器と化すまで、部署全員で輪姦し続ける温泉旅行。（4月23日、マドンナ）
- 恋を忘れたボーイッシュな田舎妻に童貞とバレた僕は、「下着の上から試してみる?」と焦らされまくった挙句、中出しを許された―。（5月28日、マドンナ）
- マドンナ専属2周年記念 向井藍《本物精飲》解禁 地味眼鏡のパート妻はゲス社員のごっくん＆中出し肉オナホ（6月25日、マドンナ）
- 愛する夫の為に、身代わり週末肉便器。 超絶倫極悪オヤジに、孕むまで何度も中出しされ続けて…。（7月23日、マドンナ）
- 旅先Wブッキング人妻交換～予約していたはずの旅館がひと部屋しか空いていない。～（8月27日、マドンナ）
- 美女ベスト向井藍4時間 スレンダー美乳マドンナ（9月10日、Mellow Moon）
- アンビバレントカレシカタログ 1（9月12日予定、SILK LABO）※ オムニバス作品。先行配信の「No lead」収録。
- 尻フェチ上司に狙われて…お尻の穴と心を舐め回す羞恥性交に堕ちた人妻オフィスレディ（9月24日、マドンナ）
- 家出した僕は叔母である藍さんの自宅に入り浸り、彼女の色香に耐えられず… 生ハメで繋がりっぱなしのSEX漬け生活を送っている―。（10月22日、マドンナ）
- 強制イラマでイクまで離させない最低な義弟の口内肉便器。（11月26日、マドンナ）
- 私の旦那を誑かした泥棒猫の藍を好き放題レ×プしてくれない?（12月24日、マドンナ）共演：川上ゆう

- 夫にも見せた事が無い究極恥部《肛門》を徹底的に鑑賞する―。 恥辱のケツ穴剥き出し孕ませ性交（1月28日、マドンナ）
- 裏オプの女王!! 3 男を確実にイカせる妙技と未体験オプションの数々!! これがリフレ嬢の匠の技だっ!!（2月7日、LEO）他出演：新村あかり、蓮実クレア、星あめり、市来まひろ、広仲みなみ、姫咲はな、深田結梨、推川ゆうり、さつき芽衣
- 失恋した僕を慰めてくれた先輩と彼女を忘れるまでカラダを重ねた記録。（3月4日、アタッカーズ）
- 女子禁制の職場に忍び込んでいたら、男装がバレて、力づくで犯されてしまった私。（4月1日、アタッカーズ）
- 東京デカダンス 縛られた女編集者 ようこそ、狂気と倒錯の渦巻くサドマゾの世界へ（5月6日、アタッカーズ）共演：二代目乱田舞
- 侵入者（7月1日、アタッカーズ）
- インフルエンサーレイプ 引き裂かれたプライド（8月5日、アタッカーズ）
- 魔窟と化した嫁ぎ先（9月2日予定、アタッカーズ）
- 愛する夫は出張中… 居候と始まってしまった密室性生活でチ〇ポ堕ちした寝取られ発情妻（9月9日予定、グローリークエスト）他出演：北野未奈、月野かすみ、春明潤、木下ひまり

### VR動画
- こんなクソエロカワ妹だったら余裕で勃つ（11月10日、CASANOVA）
- ぶっちゃけ間違い無い、めちゃシコ女たち（12月30日、CASANOVA）

- 向井藍 VR初めてのパイパン!!「あの手この手でバック責め!1 お尻まで愛液感じる濃厚セックス」（1月19日、ケイ・エム・プロデュース）
- 向井藍 VR初めてのパイパン!!「つるつるおま●こご堪能!! パイパン騎乗位キモチ良すぎて暴発セックス」（1月19日、ケイ・エム・プロデュース）
- 向井藍 VR初めてのパイパン!!「見やすくなったおま●こで、丸見えディルドオナニー」（1月19日、ケイ・エム・プロデュース）
- 照れるほど見つめられる乳首いじり（2月2日、ドリームチケット）
- 向井藍 生中出し! JKの美マンにブチ込め!!（2月2日、ブイワンVR）
- ワル騎り（4月26日、ワープエンタテインメント）
- チクビ快感伝道師 Ver.悪友JKダブル責め（4月26日、ワープエンタテインメント）
- 向井藍 オイルエステSEX 最高級射精デトックス（4月26日、ブイワンVR）
- 向井藍 手コキの鬼才!! JKに見つめられながら至極の快感（5月17日、ブイワンVR）
- 向井藍 小谷みのり W手コキ 美少女に責められまくる!（9月16日、ブイワンVR）
- 押入れの中で声ガマン性交…でもイトコ同士で生はマズくない?（9月22日、ワープエンタテインメント）
- 向井藍 美脚×競泳水着×パンスト眼鏡VR スレンダーくびれ眼鏡美女と中出しSEX!!（10月19日、CRYSTAL VR）
- 生中痴漢 VR2（11月2日、ナチュラルハイ）

- 「社長、好きにしてください…」社内のマドンナ的美人秘書が息をはぁはぁさせながらパンスト破りやアナルを見せながらのおもちゃ攻め唾液を垂らしながらド淫乱変態セックス! 最後は密着正常位で生中出し!（2月6日、ケイ・エム・プロデュース）
- 添い寝目線VR 寝ながら彼女と休日モーニングエッチ!【相互オナニー】【密着側位セックス】【覆いかぶさり騎乗位】でまったりイチャラブから本気モード!（6月1日、SODクリエイト）
- VR長尺100分 クラスのイケイケ女子3人とAV観賞! 悪ノリから一転、真似っこプレイからうっかり本気になっちゃた彼女たちと…（6月22日、SODクリエイト）
- マ○コの中の音 超絶美人有名女優6名! 膣内のぐちょぐちょ音をバイノーラルで感じられる! （11月14日、SODクリエイト）
- 性交クリニックファン感謝祭2018 VR（12月6日、SODクリエイト）

- プライベート仲良し4人組がお酒を飲みながらラブホ女子会 女同士で盛り上がって酔ってレズビアン発展! 赤裸々な一部始終を覗き見VR（2月22日、ビビアン）
- HQ高画質対応 AV女優にVRで自撮りさせてみたら想像以上に素が出て可愛かった。（5月10日、CASANOVA）
- buz流メンズエステ! 超可愛いエステティシャンあいちゃんに直談判! ヌキは無いの知ってるのにズバリ金額を提示したら…。（11月22日、VR buz）
- Madonna人気シリーズ「暴風雨」をVRで再現!! 妻の旅行中、寝込んだ僕を看病してくれた義妹の藍ちゃんが記録的な暴風雨で家に帰れず、2人だけで過ごした嵐の夜（12月20日、マドンナ）

- 目の前でお尻丸見え腰振り騎乗位セックス（2月5日、ROOKIE VR）
- 新婚の同僚と相部屋NTR 出張先で酒乱になったドスケベ新婚人妻と、朝まで中出し10発し続けてしまった超絶倫の僕。（3月2日、SODクリエイト）
- 人妻だらけのデッサン教室でヌードモデルになったボク!!  欲求不満な着衣妻4人の視線でビンビンになってしまったボクの全裸チ○ポ! それを見た奥さんたちが…!! （3月11日、ムーディーズ）
- 親戚同士の温泉旅行で久々に再会したいとこの藍姉さんに「昔みたいに一緒にお風呂入る?」と誘われこっそり湯けむり絶倫性交（6月12日、マドンナ）
- 【SNSの実態!】某サイトの裏アカウントをもつSEX好き女子と4対4の入れ替わり立ち代わり乱交VR 新カメラ【ハメ撮り視点カメラ】を使用してリアル乱交を再現!（7月2日、SODクリエイト）共演：中尾芽衣子、阿部乃みく、栄川乃亜 ※「あいるん」名義
- 千円カットで髪だけでなく悶々とした僕の股間もスッキリさせてくれる人妻美容師あいさん（11月13日、マドンナ）

- 人妻26歳 私の唾液お譲りします。（1月25日、KMPVR-bibi-）
- 愛する夫との復縁を餌に人妻を貞操崩壊へと誘う占いの館（3月1日、ケイ・エム・プロデュース）
- オナ顔を超接写!! 美女のイキ顔観察VR（5月17日、ケイ・エム・プロデュース）
- 天井特化アングルVR ～略奪性交に興奮する肉欲不倫妻の天井特化NTR～（7月14日、ケイ・エム・プロデュース）
- この女に気に入られたら終わり…極上デリヘルの異次元すぎる射精管理（7月29日、ケイ・エム・プロデュース）
- VR 汗臭い汚い男とセレブ妻（8月14日、ながえスタイル）
- リモートワークで出社率が低下したオフィス いつも上から目線でマウントとってくる向井先輩と2人きり!! 説教中に叱られ勃起した僕を怒りながら弄ぶ射精管理VR（8月26日、マドンナ）
- 顔面密着×オナサポ 顔騎JOI（9月19日、ケイ・エム・プロデュース）
- 「犯されて…また犯される。」悲劇のダブルレ○プストーリー2 屋外レ○プは客観アングル! さらに弱ったところを主観アングルでレ○プ! 2つの視点で徹底的に女を犯す追姦リアリティ!! （11月1日、ムーディーズ）
- 回春性感マッサージ倶楽部VR 気品漂うキャストがもてなす極上密着体験＆最上級サービス90分SPECIAL!!（※裏オプあり）（12月30日、ムーディーズ）※ あいさん（26歳）名義

- 大好きなあの娘がレズビアン！？目の前でレズSEXを見せつけられ、逆3P展開になり脳バグ体験したボク。（1月5日、ワンズファクトリー）
- 主人が不在の3日間だけ狂ったようにシャブりたい 向井藍（2月4日、ワープエンタテインメント）
- 遅漏過ぎて彼女に降られた僕が人妻風俗店で偶然出会った奇跡。 最高の絶頂を教えてくれたリアル人妻・藍さんと極上の不倫射精体験!!（2月14日、マドンナ）
- 競泳水着のまま揉みしだかれて絶頂 尻揉みイカセ（2月18日、ケイ・エム・プロデュース）
- 美女8名が顔面制圧！ 究極昇天足顔騎VR（3月10日、ケイ・エム・プロデュース）
- 平日昼間限定!! 夫が仕事中に若奥様達がガレージに集まって古着屋やアクセサリー以外にスケべな行為も販売しているエッチな裏バザー（4月5日、Hunter）

- 女子校生のオナニーを見ながらシコらされるVR（3月20日、ケイ・エム・プロデュース）
- だらしないアクメ顔を近距離堪能!! ガチオナニーで本気絶頂! 美女のトロけるイキ顔VR（3月28日、ケイ・エム・プロデュース）
- ドMの僕はマッチングアプリで出会った人妻・藍さんの禁欲命令に従い続けた挙句、射精寸前で放置されるルーインドオーガズムで絶頂感をおあずけされながら、何度もお漏らしザーメンを搾精されてしまった。（9月1日、マドンナ）

- 超高画質8K 人妻×愛人×レズ不倫 見せつけレズ3P セックスレスの妻と僕の不倫相手はエゲつないぐらい濃密なレズ関係だった!? 貪り合う痴態を見せつけられた僕は発情した2人に痴女られ尽くす!!（10月18日、マドンナ）共演：通野未帆

### 動画配信【無修正】
2017年
- フェラチオジャパン（4月22日・5月27日・7月22日・8月5日、Digital J media）
- Sperm Mania[29]（5月5日・6月9日・7月7日、Digital J media）
- ハンドジョブジャパン[30]（7月25日・8月25日、Digital J media）

### 動画配信【配信限定】
- 衝撃少女 藍（2019年5月26日、シロウトタッチ）
- プロレス好きのドMちゃんはデカチンでビンタされ恍惚の表情! 膣内も締まり超気持ちいい! 敏感体質のイジリがいあるリアクションがエロすぎる! 憧れの多人数でイキまくり! へんたいかっぷるディスカバリー : アイさん(仮名)（2019年6月3日、プレステージプレミアム）
- 【カネの力は偉大ナリ(`・ω・´)ゞ☆遊び慣れた実業家の錬金術☆パパ活女子の痴態を公開して元本回収ww】（2019年6月17日、黒船）※「ゆにこ」名義
- 【裏風俗】全国裏風俗紀行 in 都内某所 超S級スレンダー美少女と初々しいエッチ♪小さい顔とマ〇コに巨チンを押し込み２発発射!（2019年8月27日、黒船）※「あい」名義
- あい（2019年12月21日、俺の素人）※「あい」名義
- 仕組まれた温泉旅館で素人カップルを混浴NTR! キャバ嬢で顔面レベル高すぎ彼女を濃厚クンニで貞操観念崩壊させて無許可中出し! （2020年5月18日、黒船）※「のん」名義
- あい 2（2021年9月22日、おっぱいちゃん）
- Face to Face 喜ばせたい同士のふたり Yoshihiko×A（2022年3月16日、SILK LABO、有馬芳彦）
- first touch（2022年3月23日、SILK LABO、及川大智）
- No lead（2022年4月13日、SILK LABO、橘聖人）
- 仕方ないんです。（2022年5月25日、SILK LABO、向理来）
- 美少女が夢中になる接吻セックス（2022年10月31日、カムカムぴゅっ!）
- マドンナ専属女優の『リアル』解禁。 MADOOOON!!!! 向井藍 ハメ撮り（2022年12月6日、マドンナ）
- （仮）AI（2022年12月16日、俺の素人）
- あい 2（2023年8月24日、俺の素人）※「あい」名義
- あい 3（2023年12月8日、俺の素人）※「あい」名義
- パパ活女子の実態調査☆イマドキ美少女たちがお金と引き換えに痴態を晒すリアルハメ撮り性交記録!!（2024年2月24日、黒船） ※（2019年【カネの力は偉大ナリ〜】）
- 愛する妻を守る事が出来ずストーカーに寝取られてしまった（2024年4月26日、ハイライト）
- 愛する妻がストーカーに中出しされてしまった（2024年11月8日、ハイライト）
- 紹介屋からアテンドされた顔だけでヌケる超絶美女をハメまっくた奇跡の映像 グラドルあり! 芸能人の卵あり! 超高級風俗嬢あり!（2024年11月30日、素人Pro）他出演：月島舞香、星仲ここみ、谷あづさ
- 【W美女降臨】高級裏風俗在籍のS級天使たちが淫らに舞う最高峰ハメ撮り集! 芸能人も顔負けの希少体が容赦なく巨根で突き回される過去類を見ない衝撃映像w（2024年12月26日、一角獣） 他出演：千草ちな
- 魔法のオイルで快感マッサージ（2025年1月6日、切り売りのおかず屋さん）
- 暗闇でイタズラ中出し（2025年4月1日、切り売りのおかず屋さん）
- 向井藍 AV面接 キャスティング前の全裸チェックや感度チェック（2025年5月1日予定、切り売りのおかず屋さん）

### Web
- バイトちゃん 愛(19)（2015年9月3日配信開始、DMM.R18）※「愛」名義
- ハメ撮り大作戦 あい(19)（2015年11月30日配信開始、DMM.R18）※「あい」名義
- ショートカットの似合う某大手カフェ店員 あいちゃん（2016年4月1日配信開始、FANZA動画）

### イメージDVD
- 恋の聖域（2015年7月31日、スパイスビジュアル）※「佐々木繭」名義
- Ai ベリーショートがまぶしくて 向井藍（2017年7月6日、REbecca）
- 土下座で頼んでみた 学校編（2018年10月13日、無垢）
- Pretty! 向井藍（2019年2月15日、メディアブランド）
- 鑑賞 Doll!/向井藍（2020年3月20日、メディアブランド）

### 写真集
- あいいろ（2017年9月13日、双葉社、撮影：TAKU）ISBN 978-4575313048

### デジタル写真集
- DokkiriQueen（2019年12月3日、株式会社TIM）
- ぽけっとティッシュ（2021年8月13日、撮影：日暮圭介）
- 見つめあい（2021年8月13日、プレステージ出版、撮影：富田恭透）
- 愛染（2021年8月13日、プレステージ出版、撮影：富田恭透）

## 出演

### テレビ
- 阿部乃ちゃんねる（2016年11月1日、12月2日、2021年1月2日、エンタ!959）

### オリジナルビデオ
- ネトラセラレ（2018年4月27日、R18版全3巻、通常版全1巻、竹書房・リバプール）- 同僚 役 [31]

### ゲーム
- 新宿スカウトバトル（2019年12月2日、DMM GAMES）- 螳螂拳使い・向井藍 役[32]

## 雑誌
- 週刊プレイボーイ（2017年No.18、集英社）- 男性週刊誌初登場[33]
- 週刊プレイボーイ グラビアスペシャル増刊 GW2017（2017年4月26日、集英社）